# Análise geométrica
A Análise Geométrica é uma subárea da Matemática na qual se trata de problemas analíticos e geométricos, comumente trata-se problemas das Equações Diferenciais Parciais e da Geometria diferencial.

## Escopo
Seu escopo inclui ambas as especialidades: Teoria das Equações Diferenciais Parciais e Geometria Diferencial. Nela se usa métodos geométricos no estudo das Equações Diferenciais Parciais e reciprocamente, aplica-se a teoria das Equações Diferenciais Parciais na resolução de problemas da Geometria Diferencial.